# Plesiocedria intermediata
Plesiocedria intermediata är en stekelart som beskrevs av Van Achterberg och Chen 2004. Plesiocedria intermediata ingår i släktet Plesiocedria och familjen bracksteklar. Inga underarter finns listade i Catalogue of Life.